# Colonias San Juan de Dios
Colonias San Juan de Dios  (en inglés San Juan de Dios Park ; también conocida como San Juan) es una zona ubicada al sur de la Ciudad de México, en la delegación Tlalpan. Tiene su origen en la Hacienda de San Juan de Dios "La Grande". La zona está conformada por las colonias Hacienda de San Juan, Ex Hacienda San Juan de Dios, Arboledas del Sur, Hacienda de San Juan 2.ª Sección, Villa Lázaro Cárdenas, Chimalli, Los Colorines, Guadalupe Tlalpan y la colonia AMSA. La zona alberga gran número de parques esparcidos en todas sus colonias así como también cuenta con plazas comerciales como el centro comercial Paseo Acoxpa. También la zona de San Juan cuenca con diferentes servicios urbanos como transporte, educativo y de salud. San Juan de Dios es una zona mayormente residencial. Muchas de sus colonias también pertenecen a la zona de Coapa.
Es una de las zonas del sur de la Ciudad de México
Limita con las colonias Huipulco al oeste, Prado Coapa 3.ª Sección y Narciso Mendoza al este, Vergel del Sur al norte y Arenal de Tepepan al sur.

## Historia
La zona de San Juan de Dios tiene su origen en la hacienda de San Juan de Dios "La Grande", era una hacienda colonial que formaba parte del antiguo pueblo de Santa Ursula Coapa. La hacienda San Juan de Dios "La Grande" junto con las haciendas San Antonio de Padua Coapa y la hacienda de San José de Coapa se establecieron en las zonas aledañas al pueblo. Fueron fraccionadas a principios del siglo XX creando las distintas colonias que hoy conforman las zonas de Coapa y de San Juan de Dios. En las haciendas se producían principalmente forrajes.
En los años 40 se establecen rancherías en la zona.
También existía una cuenca que abastecía de productos agrarios y de hortalizas a la Ciudad de México. San Juan de Dios empezó a crecer y con ello trajo más habitantes a las zonas. Se construyó un casino que data de 1948, fue muy famoso y extravagante en su época, a él acudían gente de la alta sociedad que en aquel entonces vivían en las zonas campestres de San Juan. Hoy en día el casino todavía se conserva en el parque que lleva su nombre en honor. Aunque el antiguo Casino de San Juan ya no tiene el mismo uso, es un símbolo característico de la zona.
Durante la intervención estadounidense, la hacienda de San Juan de Dios, al igual que las otras haciendas fundadoras de Coapa y San Juan, fueron fortificadas y la mayoría sirvieron de gran apoyo durante la guerra.
El primer fraccionamiento privado que se construyó en la zona es Hacienda de San Juan, que en aquel entonces, fue muy importante por ser uno de los primeros fraccionamientos privados ubicados en las zonas exteriores y campestres de la Ciudad de México.

## Colonias

### Villa Lázaro Cárdenas
Villa Lázaro Cárdenas es una colonia de esta zona, en ella suscitaron diversos hechos históricos de la zona de San Juan de Dios. Villa Lázaro Cárdenas es uno de los fraccionamientos de la zonas, tiene varios parques y zonas de recreación.

### Historia
El fraccionamiento de Villa Lázaro Cárdenas fue fundado en 1948, en aquel entonces, varias personas apreciaban el fraccionamiento ya que se encontraba en las zonas campestres de la ciudad, se establecieron ranchos y granjas, años más tarde se establecieron grandes casas de campo de diferentes celebridades y políticos del país. Uno de los principales centros de atención de la colonia, y el más relevante por su antigüedad y su historia, es El Casino, En 1948 una familia Italiana proveniente de Puebla se muda a Villa Lázaro Cárdenas y fundan su rancho, edificaron la casa principal con un piso, sótano y chimenea, el rancho contaba con un terreno donde había árboles frutales. La familia se dedicó a la producción de huevos y crianza de gallinas, años después la casa fue convertida en Casino, el cual fue muy asistido por personas de la alta sociedad en aquel entonces de la Ciudad de México, después fue casa de campo de un expresidente de México, también fue centro cultural y hoy en día la casa se encuentra deshabitada pero es muy visitada por muchas personas de la ciudad por ser un monumento histórico en Villa Lázaro Cárdenas.

## Escudo
El escudo de la zona de San Juan de Dios es una obra de un pintor mexicano, que pintó una representación del escudo que era usado en la zona en sus primeras épocas cuando era una zona campestre residencial, hoy en día el escudo es usado como un símbolo de la zona, en él se observa un escudo de tres partes, coronado, ya que simboliza la realeza de la zona, que en sus inicios, era solo habitada por gente de alta sociedad, y en la parte superior en la corona se puede observar la figura de San Juan de Dios, patrón de la zona. En la parte superior, dentro del escudo, en el primer recuadro se observa un campo arboleado, este representa las arboledas que la zona tenía en sus inicios, por eso hoy una colonia de la zona tiene como nombre Arboledas del Sur, que es otro fraccionamiento de la zona, en la parte inferior izquierda se observa un caballo, en representación de la parte ecuestre de San Juan, y en la parte inferior derecha, se puede observar una hacienda , que da representación a la hacienda fundadora de la zona, la hacienda de San Juan de Dios "La Grande". El escudo esta con listones verdes en ambos lados derechos e izquierdos que dan representación al color que simboliza la naturaleza de la zona, y abajo listones rojos, simbolizan la Unión de las colonias de San Juan de Dios,

## Avenidas principales
Las avenidas principales de la zona de San Juan de Dios son:

### Avenida San Juan de Dios
Esta avenida es una de las principales y más históricas de la zona, atraviesa la zona de San Juan de noreste a noroeste, por ella atravesaba un rio y permaneció empedrada hasta los años 70s, era la única avenida que daba acceso a los carros, a los pueblos aledaños.

### Avenida de Las Torres
Avenida que atraviesa la zona de norte a sur, es también principal en el flujo vehicular de San Juan, cuenta con un largo camellón, en el cual hay distintas zonas de recreación, como juegos infantiles, canchas de fútbol, entre otros. En el camellón se pueden observar las torres de electricidad que dan nombre a la avenida. Esta avenida cambia de nombre en tres secciones, Federación Mexicana de Fútbol, Avenida de las Torres y Avenida Transmisiones, aunque las más conocidas son Avenida de las Torres y Avenida Transmisiones.

### Ampliación Canal de Miramontes
Es otra de las avenidas que atraviesa a San Juan de sureste a suroeste, esta avenida es una ampliación del eje 10 Canal de Miramontes.

### Avenida del Bordo
Es otro principal atajo vehicular en la zona, ya que conecta las Avenidas San Juan de Dios con Calzada Acoxpa y termina en Calzada del Hueso y Calzada de las Bombas, es otro de los accesos a San Juan de Dios.

## Educación
La zona de San Juan, es una de las más importantes zonas de educación privada en el sur de la Ciudad de México, ya que en ella se encuentran principales universidades privadas en México. Las escuelas que están en San Juan de Dios son:
- Instituto Tecnológico y de Estudios Superiores de Monterrey Campus Ciudad de México
- Prepa Tec Campus Ciudad de México
- Universidad del Pedregal
- Preparatoria La Salle del Pedregal
- Universidad del Valle de México Campus Tlalpan
- Universidad Autónoma Metropolitana
- Colegio Madrid
- El colegio de México

Así como también se encuentra el Instituto Salesiano de Estudios Superiores

## Cultura Religiosa
San Juan de Dios es una zona en la que se realizan muchas fiestas religiosas, en la Avenida San Juan de Dios se encuentra el Seminario Conciliar de México, en el cual se realizan fiestas religiosa y diferentes convivios.